# Кубок Федерації футболу СРСР 1987
Другий кубок Федерації футболу СРСР тривав з 17 квітня по 18 листопада 1987 року. У турнірі брали участь 16 команд вищої ліги.

## Огляд турніру
На першому етапі проводився двоколовий турнір у чотирьох групах:
- «А»: «Динамо» (Москва), ЦСКА (Москва), «Спартак» (Москва), «Торпедо» (Москва);
- «Б»: «Арарат» (Єреван), «Динамо» (Тбілісі), «Гурія» (Ланчхуті), «Нефтчі» (Баку);
- «В»: «Динамо» (Мінськ), «Жальгіріс» (Вільнюс), «Зеніт» (Ленінград), «Кайрат» (Алма-Ата);
- «Г»: «Динамо» (Київ), «Металіст» (Харків), «Дніпро» (Дніпропетровськ), «Шахтар» (Донецьк).

По дві найкращі команди з кожної групи виходили чвертьфіналу. Вирішальний матч відбувся в Москві.

## Група «А»
| Команда            | І | В | Н | П | ЗМ | ПМ | О |
| ------------------ | - | - | - | - | -- | -- | - |
| «Спартак» (Москва) | 6 | 3 | 3 | 0 | 12 | 4  | 9 |
| «Динамо» (Москва)  | 6 | 3 | 2 | 1 | 9  | 7  | 8 |
| ЦСКА (Москва)      | 6 | 1 | 2 | 3 | 4  | 10 | 4 |
| «Торпедо» (Москва) | 6 | 0 | 3 | 3 | 6  | 10 | 3 |

## Група «Б»
| Команда            | І | В | Н | П | ЗМ | ПМ | О |
| ------------------ | - | - | - | - | -- | -- | - |
| «Нефтчі» (Баку)    | 6 | 3 | 2 | 1 | 7  | 6  | 8 |
| «Динамо» (Тбілісі) | 6 | 2 | 3 | 1 | 11 | 7  | 7 |
| «Гурія» (Ланчхуті) | 6 | 1 | 3 | 2 | 5  | 8  | 5 |
| «Арарат» (Єреван)  | 6 | 1 | 2 | 3 | 7  | 9  | 4 |

## Група «В»
| Команда               | І | В | Н | П | ЗМ | ПМ | О |
| --------------------- | - | - | - | - | -- | -- | - |
| «Жальгіріс» (Вільнюс) | 6 | 3 | 3 | 0 | 14 | 3  | 9 |
| «Динамо» (Мінськ)     | 6 | 3 | 2 | 1 | 12 | 7  | 8 |
| «Кайрат» (Алма-Ата)   | 6 | 2 | 1 | 3 | 4  | 11 | 5 |
| «Зеніт» (Ленінград)   | 6 | 1 | 0 | 5 | 6  | 15 | 2 |

## Група «Г»
| Команда                    | І | В | Н | П | ЗМ | ПМ | О |
| -------------------------- | - | - | - | - | -- | -- | - |
| «Металіст» (Харків)        | 6 | 3 | 2 | 1 | 10 | 6  | 8 |
| «Дніпро» (Дніпропетровськ) | 6 | 3 | 2 | 1 | 9  | 8  | 8 |
| «Динамо» (Київ)            | 6 | 2 | 0 | 4 | 10 | 13 | 4 |
| «Шахтар» (Донецьк)         | 6 | 1 | 2 | 3 | 7  | 9  | 4 |

## Чвертьфінал
| 11 жовтня 1987 |

| «Металіст»       | 2 – 1 | «Динамо» Мн |
| ---------------- | ----- | ----------- |
| Тарасов 42', 62' | Звіт  | Шалімо 79'  |

| «Металіст» (Харків) Глядачів: 11 500 Арбітр: Савкін (Балашиха) |

|         |                     |     |
|         |                     |     |
| ВР      | Ігор Кутепов        |     |
| ЗХ      | Сергій Кузнецов     |     |
| ЗХ      | Юрій Махиня         |     |
| ЗХ      | Віктор Ващенко      |     |
| ЗХ      | Іван Панчишин       |     |
| ПЗ      | Ігор Талько         | 79' |
| ПЗ      | Леонід Буряк        |     |
| ПЗ      | Олег Деревинський   |     |
| ПЗ      | Ігор Якубовський    | 67' |
| НП      | Юрій Тарасов        |     |
| НП      | Олександр Малишенко | 24' |
| Заміни: |                     |     |
| ПЗ      | Олександр Іванов    | 24' |
| ПЗ      | Олександр Баранов   | 67' |
| ЗХ      | Олександр Єней      | 79' |

|         |                    |     |
|         |                    |     |
| ВР      | Олег Сироквашко    |     |
| ЗХ      | Сергій Боровський  |     |
| ЗХ      | Сергій Гомонов     |     |
| ЗХ      | Віктор Янушевський | 63' |
| ЗХ      | Андрій Зигмантович |     |
| ПЗ      | Сергій Широкий     |     |
| ПЗ      | Сергій Гоцманов    | 74' |
| ПЗ      | Сергій Павлючук    | 46' |
| ПЗ      | Павло Родньонок    |     |
| ПЗ      | Олександр Кистень  |     |
| НП      | Георгій Кондратьєв |     |
| Заміни: |                    |     |
| НП      | Віктор Сокол       | 46' |
| НП      | Андрій Шалімо      | 63' |
| НП      | Сергій Волкович    | 74' |

| 11 жовтня 1987 |

| «Жальгіріс»                                 | 4 – 1 | «Дніпро»       |
| ------------------------------------------- | ----- | -------------- |
| Панкратьєв 17' Расюкас 21', 71', 84' (пен.) | Звіт  | Шох 33' (пен.) |

| «Жальгіріс» (Вільнюс) Глядачів: 3 800 Арбітр: Лунін (Москва) |

|         |                        |     |
|         |                        |     |
| ВР      | Вацловас Юркус         | 16' |
| ЗХ      | Сігітас Якубаускас     |     |
| ЗХ      | Арунас Жекас           | 46' |
| ЗХ      | Арвідас Яноніс         | 68' |
| ПЗ      | Володимир Бузмаков     |     |
| ПЗ      | Ігор Панкратьєв        | ЖК  |
| ПЗ      | Гінтарас Квіткаускас   |     |
| ПЗ      | Альгімантас Мацкявічюс |     |
| НП      | Кястутіс Рузгіс        |     |
| ПЗ      | Відмантас Расюкас      |     |
| НП      | Робертас Фрідрікас     |     |
| Заміни: |                        |     |
| ВР      | Арвідас Концявічюс     | 16' |
| ЗХ      | Робертас Тауткас       | 46' |
| ПЗ      | Віргініюс Балтушнікас  | 68' |

|         |                     |     |     |
|         |                     |     |     |
| ВР      | Валерій Городов     |     |     |
| ЗХ      | Сергій Башкиров     |     |     |
| ЗХ      | Сергій Пучков       |     |     |
| ЗХ      | Олег Федюков        |     |     |
| НП      | Євген Шахов         |     |     |
| ПЗ      | Володимир Багмут    |     |     |
| ПЗ      | Микола Кудрицький   |     |     |
| ЗХ      | Володимир Геращенко | ЖК  | 60' |
| ПЗ      | Антон Шох           |     |     |
| НП      | Василь Сторчак      | ЖК  |     |
| НП      | Андрій Сидельников  |     |     |
| Заміна: |                     |     |     |
| ЗХ      | Олександр Сорокалет | 60' |     |

| 11 жовтня 1987 |

| «Нефтчі»                                   | 3 – 0 | «Динамо» М |
| ------------------------------------------ | ----- | ---------- |
| Сулейманов 41' Гусейнов 54' Пономарьов 76' | Звіт  |            |

| Республіканський стадіон (Баку) Глядачів: 34 700 Арбітр: Т. Безубяк (Ленінград) |

|         |                     |     |
|         |                     |     |
| ВР      | Юрій Перескоков     |     |
| ЗХ      | Мустафа Белялов     |     |
| ЗХ      | Аскер Абдуллаєв     |     |
| ЗХ      | Андрій Федоровський |     |
| ЗХ      | Шакір Гарібов       |     |
| ПЗ      | Відаді Рзаєв        |     |
| ПЗ      | Назим Сулейманов    | 64' |
| ПЗ      | Юніс Гусейнов       | 75' |
| ПЗ      | Ігор Пономарьов     | 79' |
| НП      | Велі Касумов        |     |
| НП      | Машалла Ахмедов     |     |
| Заміни: |                     |     |
| ПЗ      | Арзу Мізроєв        | 64' |
| ПЗ      | Мехман Аллахвердієв | 75' |
| ЗХ      | Валерій Панчик      | 79' |

|         |                   |     |
|         |                   |     |
| ВР      | Олександр Уваров  |     |
| ЗХ      | Володимир Демидов |     |
| ЗХ      | Олександр Новіков |     |
| ЗХ      | Сергій Силкін     |     |
| ЗХ      | Ігор Буланов      |     |
| ПЗ      | Андрій Кобелєв    | 57' |
| ПЗ      | Андрій Тимошенко  |     |
| ПЗ      | Віктор Васильєв   |     |
| НП      | Сергій Стукашов   |     |
| ПЗ      | Василь Каратаєв   | 46' |
| НП      | Олександр Бородюк |     |
| Заміни: |                   |     |
| ЗХ      | Валерій Попелнуха | 46' |
| ПЗ      | Сергій Кожанов    | 57' |

| 18 листопада 1987 |

| «Спартак»                       | 2 – 1 | «Динамо» Тб |
| ------------------------------- | ----- | ----------- |
| Шмаров 63' Черенков 105' (пен.) | Звіт  | Губаз 72'   |

| Центральний стадіон (Москва) Глядачів: 13 000 Арбітр: А. Горінас (Бірштонас) |

|         |                    |      |
|         |                    |      |
| ВР      | Станіслав Черчесов |      |
| ЗХ      | Юрій Суров         |      |
| ЗХ      | Юрій Суслопаров    | 38'  |
| ЗХ      | Олександр Бокий    |      |
| ЗХ      | Олександр Бубнов   |      |
| ПЗ      | Андрій Митін       |      |
| ПЗ      | Євген Кузнецов     | 75'  |
| ПЗ      | Віктор Пасулько    |      |
| НП      | Валерій Шмаров     |      |
| НП      | Федір Черенков     |      |
| НП      | Михайло Месхі      | 105' |
| Заміни: |                    |      |
| ЗХ      | Борис Кузнецов     | 38'  |
| ПЗ      | Валерій Шикунов    | 75'  |
| ПЗ      | Володимир Капустін | 105' |

|         |                     |     |
|         |                     |     |
| ВР      | Гела Чантурія       |     |
| ЗХ      | Георгій Пірцхалава  |     |
| ЗХ      | Омарі Тетрадзе      |     |
| ЗХ      | Заур Сванадзе       |     |
| ЗХ      | Гія Чхаїдзе         |     |
| ПЗ      | Заза Ревішвілі      | 85' |
| ПЗ      | Джемал Губаз        |     |
| ПЗ      | Бахва Тедеєв        |     |
| ПЗ      | Отарі Коргалідзе    |     |
| НП      | Михайло Джишкаріані |     |
| НП      | Гурам Аджоєв        |     |
| Заміна: |                     |     |
| НП      | Джоаба Циклаурі     | 85' |

## Півфінал
| 25 жовтня 1987 |

| «Нефтчі»     | 1 – 3 | «Металіст»                             |
| ------------ | ----- | -------------------------------------- |
| Джавадов 79' | Звіт  | Якубовський 55' Тарасов 71' Іванов 73' |

| Республіканський стадіон (Баку) Глядачів: 34 500 Арбітр: Лунін (Москва) |

|         |                   |     |
|         |                   |     |
| ВР      | Юрій Перескоков   |     |
| ЗХ      | Мустафа Белялов   |     |
| ЗХ      | Аскер Абдуллаєв   |     |
| ЗХ      | Новруз Азімов     |     |
| ЗХ      | Валерій Панчик    |     |
| ПЗ      | Назим Сулейманов  |     |
| ПЗ      | Юніс Гусейнов     |     |
| ПЗ      | Шакір Гарібов     |     |
| ПЗ      | Відаді Рзаєв      | 61' |
| НП      | Велі Касумов      |     |
| НП      | Іскандер Джавадов |     |
| Заміна: |                   |     |
| НП      | Машалла Ахмедов   | 61' |

|         |                   |     |
|         |                   |     |
| ВР      | Юрій Сивуха       |     |
| ЗХ      | Сергій Кузнецов   |     |
| ЗХ      | Юрій Махиня       |     |
| ЗХ      | Віктор Ващенко    |     |
| ЗХ      | Іван Панчишин     |     |
| ПЗ      | Ігор Талько       | 85' |
| ПЗ      | Леонід Буряк      |     |
| ПЗ      | Олег Деревинський |     |
| ПЗ      | Ігор Якубовський  | 78' |
| НП      | Юрій Тарасов      |     |
| ПЗ      | Олександр Іванов  | 85' |
| Заміни: |                   |     |
| ПЗ      | Олександр Баранов | 78' |
| ЗХ      | Олександр Єней    | 85' |
| ЗХ      | Віктор Яловський  | 85' |

| 18 листопада 1987 |

| «Спартак»  | 1 – 0 | «Жальгіріс» |
| ---------- | ----- | ----------- |
| Шмаров 30' | Звіт  |             |

| Центральний стадіон (Москва) Глядачів: 2 000 Арбітр: Т. Безубяк (Ленінград) |

|         |                    |     |
|         |                    |     |
| ВР      | Станіслав Черчесов |     |
| ЗХ      | Юрій Суров         | 70' |
| ЗХ      | Борис Кузнецов     |     |
| ЗХ      | Олександр Бокий    |     |
| ЗХ      | Володимир Капустін |     |
| ПЗ      | Олександр Мостовий |     |
| ПЗ      | Валерій Шикунов    |     |
| ПЗ      | Сергій Новіков     |     |
| НП      | Валерій Шмаров     |     |
| НП      | Федір Черенков     | 73' |
| НП      | Михайло Месхі      | 46' |
| Заміни: |                    |     |
| НП      | Олег Кужлєв        | 46' |
| ПЗ      | Андрій Митін       | 70' |
| ПЗ      | Ігор Шалімов       | 73' |

|         |                        |     |
|         |                        |     |
| ВР      | Арвідас Концявічюс     |     |
| ПЗ      | Вікторас Брідайтіс     |     |
| ЗХ      | Арунас Жекас           | 46' |
| ЗХ      | Рітіс Нарушкявічюс     |     |
| ЗХ      | Володимир Бузмаков     |     |
| ЗХ      | Робертас Тауткас       |     |
| ПЗ      | Гінтарас Квіткаускас   |     |
| ПЗ      | Альгімантас Мацкявічюс |     |
| НП      | Кястутіс Рузгіс        |     |
| ПЗ      | Гедимінас Шюгжда       |     |
| НП      | Гінтарас Квілюнас      |     |
| Заміни: |                        |     |
| НП      | Робертас Фрідрікас     | 46' |
| Нп      | Віталіс Лявандраускас  | 76' |

## Фінал
| 18 листопада 1987 |

| «Спартак»                                            | 4 – 1 | «Металіст» |
| ---------------------------------------------------- | ----- | ---------- |
| Є. Кузнецов 32' Черенков 34' Пасулько 44' Шмаров 55' | Звіт  | Єней 77'   |

| «Олімпійський» (Москва) Глядачів: 15 000 Арбітр: Хохряков (Йошкар-Ола) |

|                  |                    |     |
|                  |                    |     |
| ВР               | Рінат Дасаєв       |     |
| ЗХ               | Юрій Суров         |     |
| ЗХ               | Юрій Суслопаров    |     |
| ЗХ               | Олександр Бокий    |     |
| ЗХ               | Борис Кузнецов     |     |
| ПЗ               | Олександр Мостовий | 46' |
| ПЗ               | Євген Кузнецов     |     |
| ПЗ               | Віктор Пасулько    |     |
| НП               | Валерій Шмаров     | 86' |
| НП               | Федір Черенков     |     |
| ПЗ               | Сергій Новіков     | 46' |
| Заміни:          |                    |     |
| ПЗ               | Андрій Митін       | 46' |
| ПЗ               | Валерій Шикунов    | 46' |
| НП               | Сергій Родіонов    | 86' |
| Тренер:          |                    |     |
| Костянтин Бєсков |                    |     |

|               |                     |     |
|               |                     |     |
| ВР            | Ігор Кутепов        | ЖК  |
| ЗХ            | Сергій Кузнецов     | 46' |
| ЗХ            | Юрій Махиня         |     |
| ЗХ            | Борис Деркач        |     |
| ЗХ            | Іван Панчишин       |     |
| ЗХ            | Олександр Єней      |     |
| ПЗ            | Леонід Буряк        | 46' |
| ПЗ            | Олег Деревинський   | 60' |
| ПЗ            | Ігор Якубовський    |     |
| НП            | Олександр Єсипов    |     |
| НП            | Олександр Малишенко |     |
| Заміни:       |                     |     |
| НП            | Ігор Кислов         | 46' |
| ПЗ            | Олександр Баранов   | 46' |
| ЗХ            | Віктор Яловський    | 60' |
| Тренер:       |                     |     |
| Євген Лемешко |                     |     |

## Ігри, голи
| «Металіст» (Харків) |
| Воротарі: Юрій Сивуха (5, 7п), Ігор Кутепов (4, 5п). Захисники: Олександр Єней (9, 2), Сергій Кузнецов (7), Юрій Махиня (7), Іван Панчишин (7), Віктор Ващенко (6), Борис Деркач (4), Віктор Яловський (4), Віктор Сусло (3). Півзахисники: Олег Деревинський (6), Ігор Якубовський (9, 2), Олександр Баранов (8, 2), Леонід Буряк (8, 2), Олександр Іванов (6, 1), Олег Назаренко (2). Нападники: Ігор Талько (8), Гурам Аджоєв (3), Олександр Малишенко (8, 2), Юрій Тарасов (8, 5), Олександр Єсипов (3), Ігор Кислов (1). Тренер: Євген Лемешко. |
| «Дніпро» (Дніпропетровськ) |
| Воротарі: Валерій Городов (4, 4п), Сергій Краковський (4, 8п). Захисники: Сергій Пучков (7, 1), Сергій Башкиров (6), Володимир Геращенко (6), Олег Федюков (5), Олександр Сорокалет (4), Олексій Чередник (4), Іван Вишневський (3), Олександр Лисенко (2). Півзахисники: Микола Кудрицький (7, 2), Вадим Тищенко (7), Антон Шох (7, 2), Володимир Багмут (5, 1). Нападники: Андрій Сидельников (7), Василь Сторчак (7, 3), Олег Таран (5, 1), Євген Шахов (5), Володимир Лютий (4). Тренер: Євген Кучеревський. |
| «Динамо» (Київ) |
| Воротарі: Михайло Михайлов (6, 13п), Віктор Чанов (1, 1п). Захисники: Андрій Баль (5, 1), Василь Євсєєв (5), Володимир Безсонов (4), Сергій Балтача (3), Руслан Колоколов (3), Володимир Бєдний (2), Сергій Заєць (2), Сергій Шматоваленко (2), Володимир Горілий (1), Анатолій Дем'яненко (1, 1), Олександр Дюльдін (1), Ігор Корнієць (1), Олег Кузнецов (1), Юрій Мороз (1). Півзахисники: Вадим Каратаєв (3), Сергій Погодін (5), Іван Яремчук (3, 1), Сергій Глеба (1), Віктор Двірник (1), Віктор Мороз (1), Павло Яковенко (1), Сергій Процюк (1). Нападники: Вадим Євтушенко (6, 1), Олексій Михайличенко (1), Олександр Заваров (1, 1), Олег Блохін (4, 4), Олександр Гущин (3), Олег Морозов (3), Ігор Бєланов (1). Тренер: Валерій Лобановський. |
| «Шахтар» (Донецьк) |
| Воротарі: Валентин Єлінскас (2, 3п), Сергій Золотницький (2, 2п), Олег Моргун (2, 4п). Захисники: Володимир Пархоменко (6), Михайло Олефіренко (5), Євген Драгунов (4), Олександр Сопко (4), Микола Федющенко (4), Валерій Гошкодеря (3), Олег Сердюк (3), Володимир Бєдний (2), Юрій Бєліченко (2), Василь Мазур (1), Сергій Овчинников (1). Півзахисники: Юрій Гуляєв (2), Віктор Онопко (1), Олег Смолянинов (4), Сергій Ященко (4, 1), Анатолій Раденко (3), Ігор Петров (3), Михайло Соколовський (2). Нападники: Сергій Герасимець (6, 1), Володимир Юрченко (4, 1), Сергій Ралюченко (3, 1), Сергій Хлиста (3), Сергій Свистун (2, 2), Віктор Грачов (2, 1). Тренер: Анатолій Коньков.                                                               |